# Anameromorpha
Anameromorpha is een kevergeslacht uit de familie van de boktorren (Cerambycidae). De wetenschappelijke naam van het geslacht werd voor het eerst geldig gepubliceerd in 1923 door Pic.

## Soorten
Anameromorpha omvat de volgende soorten:
- Anameromorpha metallica Pic, 1923
- Anameromorpha pollinosa Holzschuh, 2009
- Anameromorpha unicolor Pic, 1923